# Glyptograpsus impressus
Glyptograpsus impressus is een krabbensoort uit de familie van de Glyptograpsidae. De wetenschappelijke naam van de soort is voor het eerst geldig gepubliceerd in 1870 door Smith.